# Hinde-Nunatakker
Die Hinde-Nunatakker sind zwei Nunatakker im westantarktischen Ellsworthland. Sie ragen 10,5 km südöstlich der Witte-Nunatakker zwischen den Sweeney Mountains und den Hauberg Mountains auf. Der östliche erreicht eine Höhe von 1495 m, der andere 1480 m.
Das UK Antarctic Place-Names Committee benannte sie 2009 nach Stephen Victor Hinde (* 1959) vom British Antarctic Survey, der 1999, 2000 und 2004 auf der Rothera-Station und 2002 auf der Halley-Station tätig war.